# Darren Lynn Bousman
Darren Lynn Bousman (Overland Park, 11 gennaio 1979) è un regista e sceneggiatore statunitense.

## Carriera
Nel 2004 Lynn Bousman propose l'idea per un film (The Desperade) a vari studi cinematografici, i quali la rifiutarono per la sceneggiatura troppo violenta e la trama troppo simile a Saw. James Wan e Leigh Whannell colsero al volo l'occasione e, il giorno stesso d'uscita del film, propongono a Lynn Bousman di trasformare The Desperade in Saw II - La soluzione dell'enigma. Darren accetta e insieme a Wan adatta la sceneggiatura alla saga di Saw. Lynn Bousman sarà, inoltre, anche il regista del film.
Lynn Bousman ha diretto anche Saw III - L'enigma senza fine, uscito negli USA il 26 ottobre 2006. Dopo Saw II - La soluzione dell'enigma Lynn Bousman ha diretto per gli Mudvayne il video del singolo Forget to Remember. La canzone entrerà a far parte della colonna sonora del film citato in precedenza. Dopo aver diretto Saw III, ha annunciato che non avrebbe più diretto altri film della saga dedicandosi alla realizzazione del film musicale Repo! The Genetic Opera. Tuttavia il 19 febbraio 2007 Leigh Whannell annunciò che Lynn Bousman sarebbe stato il regista anche del quarto capitolo della saga. Lynn Bousman spiegò che accettò l'incarico dato che Repo! The Genetic Opera non sarebbe iniziato prima di settembre 2007.
Nel 2021 ritorna dopo 14 anni a lavorare per la saga di Saw dirigendo Spiral - L'eredità di Saw, un reboot basato su un'idea di Chris Rock, che è anche protagonista della pellicola, e che si distacca completamente dalle vicende del franchise originale.

## Filmografia

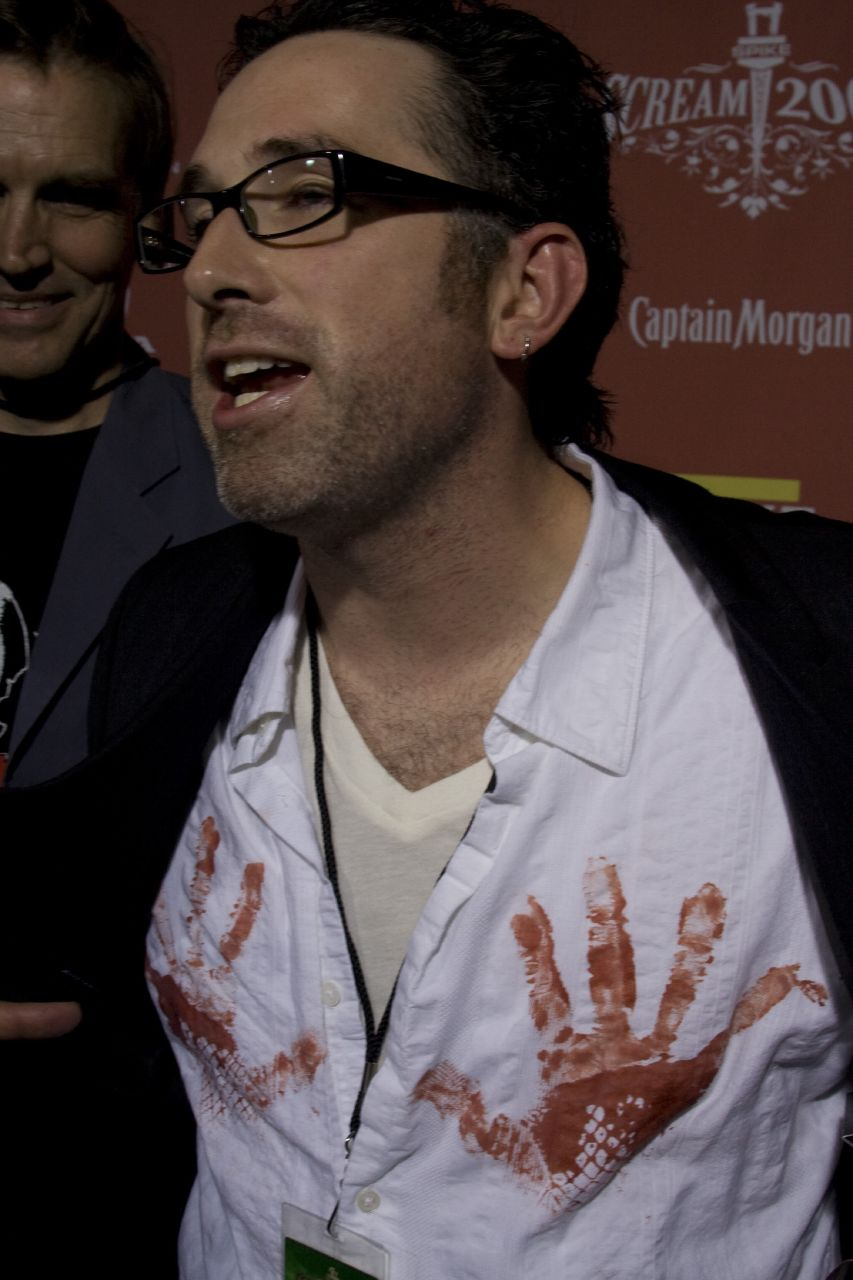
Darren Lynn Bousman nel 2007

### Regista
- Butterfly Dreams (2000) - cortometraggio
- Identity Lost (2001)
- Saw II - La soluzione dell'enigma (Saw II) (2005)
- Saw III - L'enigma senza fine (Saw III) (2006)
- Saw IV (2007)
- Repo! The Genetic Opera (2008)
- Mother's Day (2010)
- 11-11-11 (2011)
- The Barrens (2012)
- Devil's Carnival (2012)
- Tales of Halloween (2015) - film collettivo a episodi
- Abattoir (2016)
- Spiral - L'eredità di Saw (Spiral: From the Book of Saw) (2021)

### Sceneggiatore
- Butterfly Dreams (2000)
- Identity Lost (2001)
- Saw II - La soluzione dell'enigma (Saw II) (2005)